# Doom metal
Doom metal é um sub-género do heavy metal caracterizado por andamentos lentos e guitarras "sujas", que evocam um clima sombrio e apavorante. As bandas deste género tiveram muita influência dos primeiros discos dos Black Sabbath, e serviram como base para o desenvolvimento de sua música. No ano de 1980 o doom metal foi estabelecido com os trabalhos das bandas  Witchfinder General,  Pentagram, Saint Vitus, Trouble e, finalmente,  Candlemass, considerado o expoente máximo do género. Na década seguinte, o doom metal diversificou-se com o surgimento de sub estilos como o death/doom e o sludge metal.

## História

### 1970
Em termos de genealogia, a canção "I Want You (She's So Heavy)" dos Beatles pode ter inadvertidamente ter criado o protótipo do que se tornaria o doom metal, mas são os primeiros trabalhos da banda Black Sabbath que fornecem o modelo básico do gênero. Há, no entanto, quem conteste essa posição central que o Sabbath ocupa na criação das bases do doom metal:

"O Sabbath não foi a primeira banda a fazer doom metal. Havia muitas outras na mesma época fazendo a mesma coisa. A maior parte delas era da Alemanha ou da Itália: Black Widow, Night Sun, Iron Claw. Tinha uma banda chamada Zior, e o cara que fez a capa do disco de estreia deles fez a capa do primeiro disco do Sabbath. Essas bandas produziam riffs sinistros. Até mesmo bandas como o Toe Fat tinham coisas que soavam um pouco sinistras. Pra mim, o primeiro disco do Sabbath lembra muito os primeiros dois disco do Taste com Rory Gallagher nos vocais. É moldado em cima do jazz, mas é hard rock também".

— Bobby Liebling, vocalista do Pentagram, em depoimento ao livro Barulho Infernal: A História Definitiva do Heavy Metal.

Apesar desta afirmação, o Night Sun só veio a lançar um álbum em 1972, dois anos após os dois primeiros álbuns do Black Sabbath, O Zior só lançou um álbum em 71, o Black Widow, apesar de usar termos ocultistas e satânicos, não faziam um som parecido com Doom ou Heavy Metal, tendo um som mais próximo do Jethro Tull, e o Iron Claw tem pouquíssimo material pra ser analisado, e sendo uma banda Alemã, nunca teve influencia para o gênero e  assim como o Black Sabbath, tinham influências da banda de rock psicodélico Blue Cheer, a banda credita como os pioneiros do Heavy Metal.

O estilo de guitarra inicial de Tony Iommi foi uma grande influência para o gênero.

Recentemente, o site PopMatters citou "No Quarter" do Led Zeppelin uma "obra-prima" do "proto-doom metal". Considerado o momento ao vivo definitivo da banda - registrado em discos como The Song Remains the Same e Celebration Day - o seu andamento lento, clima sombrio e temática de natureza mítica foi considerado um marco na transição do rock clássico para o heavy metal.

### 1980
É nos meados da década de 1980 que o movimento começa a tomar forma devido à atuação de grupos como Witchfinder General, Pentagram, Saint Vitus, Trouble e Candlemass. O álbum de estreia do Saint Vitus já continha muitos elementos que definiram o doom metal, entre eles o andamento arrastado das músicas e a produção suja e barulhenta do disco.
O Trouble, fundado em Chicago no ano de 1979, tinha o objetivo explícito de ser tão pesado quanto o Black Sabbath e, além disso, o grupo era fortemente influenciado pelo Judas Priest, uma vez que, a banda utilizava duas guitarras. O Trouble foi pioneiro no mundo do metal na utilização de afinações mais graves (em Ré, no caso, um tom abaixo da afinação padrão). Depois de lançar três discos pela Metal Blade - selo que lançou as carreiras do Slayer, Cannibal Corpse e Mercyful Fate, entre outros - a banda foi relocada para a Def American e teve dois álbuns produzidos por Rick Rubin: o álbum homônimo de 1990 e Manic Frustration, de 1992.
A mais bem sucedida das bandas de doom metal, Candlemass, lançou seu álbum Epicus Doomicus Metallicus em 1986, e considerado por muitos um divisor de águas do estilo. Esse álbum mescla as influências do Black Sabbath com tendências mais modernas do metal, como o uso de bumbo duplo na bateria. Além disso, inovaram por ter um vocalista que cantava com um vocal ao estilo operístico, fato incomum para a época, com letras que abordavam temas como tristeza, condenação, fantasia, religião e morte. Com o lançamento de seus discos posteriores – Nightfall, Ancient Dreams e Tales of Creation –, estabeleceram-se como ícones do gênero e formaram o rótulo "epic doom metal".

### 1990
Em 1991 o Cathedral, grupo por formado por Lee Dorrian (ex-Napalm Death), lançava o Forest of Equilibrium via a Earache Records. Esse disco, hoje, é considerado um clássico do doom metal. De acordo com o próprio Lee Dorrian, o objetivo-mor do primeiro disco do Cathedral era atualizar o som feito pelo Pentagram, Saint Vitus e The Obsessed, reinterpretando-o de forma a refletir uma estética do metal extremo dos anos 1990, exemplificado por suas afinações mais graves e o som ainda mais pesado e deprimente. Dorrian justifica essa direção musical pelo fato dos integrantes da formação do disco serem oriundos das cenas de death metal e grindcore.
Em 1991 também é o ano que o Solitude Aeternus lança o seu primeiro disco, In the Depths of Sorrow, e consolidam o estilo epic doom do Candlemass.
Paralelamente a esses lançamentos a cena doom nos anos 1990 se diversifica; grupos britânicos como o Paradise Lost, o My Dying Bride e o Anathema misturaram o doom com o death metal nos seus primeiros álbuns e, em seus lançamentos posteriores, misturaram o som produzido à uma sensibilidade gótica, enquanto nos Estados Unidos o Crowbar e o Eyehategod criaram o sludge metal.

#### Death/Doom
Em 1987 o grupo americano Dream Death lança Journey Into Mystery, considerado um precursor do que viria a ser o death/doom metal. O Dream Death influenciou diretamente grupos como Winter e Cathedral. Foi o Severed Survival (1989) do Autopsy, no entanto, o verdadeiro divisor de águas do estilo. Não só o Autopsy influenciou uma geração inteira do death metal americano, como também foi citado diretamente como referência por grupos importantes do death/doom a exemplo do Paradise Lost, Asphyx, Disembowelment e Esoteric. Temos, por fim, o power trio nova-iorquino Winter. Inspirados pelo Discharge, Carnivore, Celtic Frost, Amebix e Saint Vitus,[carece de fontes?] o Winter lançou o disco Into Darkness em 1990, hoje considerado um marco no cruzamento entre o doom e o death metal. Os lançamentos do trio apelidado Northern Doom  – Paradise Lost, My Dying Bride e Anathema – levaram o death/doom a outro patamar de aceitação no underground.
Paralelo à ascensão do trio "Northern Doom" a cena death/doom expandiu internacionalmente. A holandesa Asphyx lançou o EP The Rack (1991). Na Finlândia, o Amorphis começava sua carreira, e surgia o Thergothon, considerada uma das bandas precursoras do "funeral doom", com riffs extremamente lentos, bateria com poucos toques e vocais quase "atmosféricos".
Na Austrália surgia o Disembowelment, que trazia em seu único disco, intitulado Transcendence into the Peripheral, um dos álbuns mais importantes do death/doom. A banda de white metal Paramecium lançou o seu "Exhumed from the Earth"' em 1993, hoje considerado um clássico do gênero.
A Inglaterra continuou a produzir bandas de death/doom, a exemplo do Decomposed e Esoteric. Formada em julho de 1992 em Birmingham, o Esoteric surge dos experimentos dos integrantes com psicotrópicos e as visões e idéias inspiradas por essas substâncias. Apesar do Esoteric definir o seu estilo como um "doom death sombrio" e "psicodélico", o grupo é às vezes classificado como funeral doom.

#### Sludge metal
No sul dos Estados Unidos é criado o sludge metal, representado pelo Crowbar e Eyehategod.

#### Gothic metal
Como o doom metal tinha similaridades com o gótico, sua junção foi só uma questão de tempo. O doom metal foi essencial para vir a unir esses dois estilos, e que mais tarde viriam a dar vida a outro gênero do metal, o gothic metal.
O gothic/doom metal inicialmente, era uma fusão entre o doom/death metal mesclando elementos e temáticas da música gótica. Assim, usava-se o vocal gutural em conjunto a vocais femininos líricos, instrumentos sinfônicos e acústicos. A primeira banda de doom metal a experimentar vocais femininos foi o Paradise Lost em seu álbum Gothic de 1991, inspirada pelo trabalho Into the Pandemonium do Celtic Frost. Em algumas de suas músicas, outras bandas dentro do cenário "doom", também já haviam feito outros experimentos: o Anathema com a música "Everwake" do EP Crestfallen de 1992, e no clássico "Serenades" de 1993 com "J'ai Fait Une Promesse" ambas instrumentadas apenas com violões e vocal feminino, e o My Dying Bride que em sua formação tinha um violino, algo raro até então tanto em bandas de metal. Algumas bandas como o Candlemass e o Trouble já haviam feito isso, mas não em sua formação oficial.
Os americanos do Type O Negative também ajudariam a moldar o gothic doom com seu álbum Bloody Kisses (1993). Sua música "Black Nº1" ganhou vários prêmios e colocou os americanos no topo das paradas de sucesso.
Em 1995, o Theatre of Tragedy lança seu álbum de estreia homônimo, também considerado como clássico do gothic/doom, com vocais guturais de Raymond e a voz da soprano Liv Kristine, que recebeu o nome de metal "bela e a fera". O Theatre of Tragedy, pioneiro nesse estilo, era também fortemente influenciado pelas bandas de rock gótico dos anos 80, e atribuíram elementos deste à sua música. Outras bandas fizeram parte do chamado Metal "Bela e a Fera", como o Tristania com os álbuns "Widow's Weed", "Beyond the Veil" e "World of Glass", e o Draconian.

### 2000

#### Funeral Doom
Às vezes confundido com o death/doom, o funeral doom é considerado o mais radical dos subgêneros do doom metal. Winter e Disembowelment foram apontados como precursores, mas foi de fato três bandas finlandesas que ancoraram as bases do estilo: Thergothon, Unholy e Skepticism. Nelas estavam presentes as marcas básicas do gênero: andamentos absurdamente lentos, vocais guturais e letras com temas sobre niilismo, ódio e animosidade. O trio finlandês foi seguido de perto pelo Esoteric na Grã-Bretanha e Evoken nos EUA. A partir de 2001 o funeral doom teve um boom global grandemente impulsionado pela força da internet.

#### Drone/atmospheric
Nos anos 90 surgiu a banda Earth, originária dos Estados Unidos, que se caracterizou por fazer uma forma extremamente pesada e minimalista de doom metal, conhecida hoje como "drone metal". No drone metal é muito comum o uso de baixos com distorção e guitarras com frequência muito alta, "reverb" e "feedback" causando um som monolítico e repetitivo. A banda Earth  foi a pioneira desse gênero, mas foi a banda Sunn O))) que firmou e concretizou o gênero. O drone metal foi influenciado por diversos outros gêneros musicais como o avant-garde e o noise.
A palavra "Drone" vem do inglês e é usado para caracterizar um tipo de som único longo e repetitivo. Das bandas que o Earth influenciou, vale citar o Boris que é considerada uma das primeiras bandas a criar o estilo no Japão.
O final da década de 1990 deu espaço a muitos experimentos no doom metal, criando diversos sub estilos. O atmospheric doom metal, uma destas ramificações,  foi um subgênero desenvolvido principalmente por The 3rd and the Mortal, que foi uma das primeiras bandas de doom metal a possuir vocais femininos como parte integral de sua música.
Algumas bandas que iniciaram sua carreira como bandas de doom/death metal (como The Gathering, Tristania, Anathema) foram, com o passar do tempo, fazendo experiências e mudando sua sonoridade até se distanciarem do doom metal.

## Características

### Instrumentos
O doom metal usa, no geral, os mesmos instrumentos dos demais géneros derivados do heavy metal: guitarras, baixo e bateria. As bandas mais tradicionais  geralmente usam somente um guitarrista, que faz os solos e as partes rítmicas. Os outros sub-géneros usam dois guitarristas para dar mais poder à sua música, ainda que nem sempre seja assim. No entanto, são muitas as bandas (normalmente as mais extremas) que intercalam o  uso de teclados, assim como elementos sinfónicos como flautas, violinos e harpas. Também há vários grupos que adicionam sons gerados por sintetizadores, como os grupos de drone/doom. Estas, inclusive, frequentemente dispensam o uso da bateria por seus tempos largos e densos.
Os guitarristas e baixistas afinam seus instrumentos a notas realmente baixas e fazem grande uso de distorção (gerando riffs muito pesados), que junto a ritmos consideravelmente lentos  são características predominantes do género.
Os precursores desta forma de tocar foram os Black Sabbath com seus três primeiros discos, seguidos de uma onda de bandas oitentistas (Pentagram, Bedemon, Witchfinder General, Pagan Altar, Saint Vitus e Trouble).

### Vocais
Os vocalistas do doom metal mais tradicional privilegiam as vozes limpas, usando um timbre de desespero e dor.
Por sua vez, os vocalistas do doom metal épico cantam com uma voz operística. Finalmente, as bandas do doom metal com influencias extremas dão ênfase aos vocais guturais que vêm do death metal, misturando-os com  "palavras faladas", gritos agoniados que vem do hardcore punk (sludge metal). Ainda assim, existem bandas experimentais que executam vocais mais amplos, indo até o barítono do rock gótico. As bandas com influências góticas também aproveitam os dotes de sopranos e mezzo-sopranos.

### Letras
As letras são um dos aspectos mais importantes no doom metal, sobre tudo quando se trata de bandas influenciadas pelo death metal. Historicamente são niilistas, incluindo temas como:
perdição, ocultismo, depressão, terror, medo, dor,  mitologia, ódio, amor e simbolismo religioso (como sepulturas, igrejas, sacerdotes, catedrais, cemitérios, anjos, demónios, Deus e figuras sagradas). Todos estes temas são geralmente comunicados de forma poética e profunda, muitas vezes usados como críticas à sociedade e ao mundo. Estes temas são comuns nas bandas de doom metal em geral, com exceção dos estilos stoner metal (que fala sobre experiências psicodélicas, drogas e álcool) e o sludge metal (que aborda temas de problemas sociais e pessoais dos indivíduos).  Ainda assim, as letras podem variar dependendo do estilo de cada banda ao criar a sua música.
O tema central do doom, no entanto, sempre foi o futuro lúgubre que nos aguarda a todos. Ou, por outras outras palavras, a inevitabilidade da morte.

"The fact that you can express your deepest, darkest emotions without looking weak was a big draw toward doom for me. Most of the metal scene involves men screaming about being hard and killing things or worship´ping the devil or some such nonsense".

— Aaron Stainthorpe, vocalista do My Dying Bride.

### Experiências
Outra característica importante do doom metal é sua capacidade de criação e experimentar, que o leva a combinar e testar com outros sub-géneros do heavy metal e até mesmo fora do mundo metálico, como o jazz e o blues. É por isso que há tantos rótulos dentro deste círculo: proto-doom, doom tradicional, death/doom, gothic/doom, doom metal épico, stoner metal, sludge metal, drone metal, post-metal, post-hardcore, funeral doom, black/doom. O doom metal é um género que não se cansa de inovar e de experimentar, mas nunca deixando a sua matriz musical já descrita.

## Subgêneros
- Atmospheric Doom: Este subgênero se caracteriza basicamente pela criação de atmosferas obscuras, misteriosas, melancólicas e depressivas, com uso intensivo de teclados e vocais femininos integrais.

Bandas notáveis: Elegeion, The 3rd and the Mortal, Ava Inferi, Avrigus, Chalice, The Gathering.
- Death/doom: O death/doom, escrito às vezes como doomdeath, combina os andamentos lentos e o pessimismo e humor depressivo de doom metal com os vocais guturais e os pedais duplos do death metal. O gênero teve uma certa popularidade na cena underground dos anos 1990, mas a sua produção se tornou mais escassa na virada do século XXI. Ele foi sucedido tanto pelo funeral doom quanto pelo gothic metal, sua progênie direta.[26]

Bandas notáveis:  Autopsy, Paradise Lost (no início), Asphyx, Winter, My Dying Bride, Amorphis, Anathema (no início), Disembowelment.
- Black/doom (ou  Blackened doom):  é um gênero que mescla a temática e vocal do black metal com a lentidão e sonoridade do doom metal.

Bandas notáveis:  Bethlehem, Forgotten Tomb, Katatonia,  Barathrum, Nortt.
- Drone metal: Estilo mais minimalista do doom metal. Caracteriza-se por ser marcado por poucos riffs de guitarra e pela distorção com alta gama nos instrumentos de corda.

Bandas notáveis:  Earth, Burning Witch, Sunn O))), Boris, Khanate.
- Doom Metal Épico: Estilo caracterizado pela grande influencia da música clássica, tanto nos riffs e solos quanto no estilo de canto: operístico. Por conta das características que o estilo compartilha com o power metal, alguns também o mencionam como power-doom metal.

Bandas notáveis:  Candlemass, Solitude Aeternus, Solstice, Memento Mori.
- Doom Metal Tradicional: Estilo que engloba as primeiras bandas de doom metal, que possuem grande influência do heavy metal dos anos 70 e 80, este estilo também é chamado de "doom metal tradicional" ou "doom metal clássico".

Bandas notáveis:  Saint Vitus, Trouble, The Obsessed, Reverend Bizarre, Pentagram.
- Funeral Doom: Estilo bastante lento, pesado e com vocais e guitarras bastante distorcidos. Este subgênero dá ênfase à lentidão e ao peso em suas formas mais extremas. O nome do estilo é uma referência ao andamento de uma marcha fúnebre, que é bastante lento. O vocal gutural fica com destaque bastante pequeno em comparação a outros estilos musicais, sendo considerado no nível de um outro instrumento, que ajuda a aumentar a atmosfera arrastada da música. Este é o estilo mais depressivo e melancólico presente no doom metal.

Bandas notáveis:  Worship, Thergothon, Evoken, Skepticism, Mournful Congregation, Shape of Despair.
- Gothic/doom: Estilo que mescla o death/doom metal com a música gótica.

Bandas notáveis:  My Dying Bride, Paradise Lost, Type O Negative, Virgin Black, Draconian.
- Sludge metal: Estilo que mescla características do doom metal com o hardcore punk.

Bandas notáveis:  Eyehategod, Crowbar, Down, Callisto.
- Stoner metal: Doom metal com influências psicodélicas e de stoner rock.

Bandas notáveis:  Cathedral, Eternal Elysium, Acrimony, Electric Wizard, High on Fire.
- Folk/Doom:  Neste subgênero é muito comum o uso de instrumentos acústicos, sinfônicos e até instrumentos de regiões específicas.[nota 1]

Bandas notáveis:  Orphaned Land, Agalloch.

## Álbuns relevantes do gênero
A seguinte lista foi feita, principalmente,  com base numa edição especial da revista inglesa Terrorizer sobre doom metal:
- Witchfinder General - Death Penalty (1982)
- Saint Vitus - Saint Vitus (1984), Born Too Late (1987)
- Trouble - Psalm 9 (1984)
- Pentagram - Pentagram/Relentless (1985)
- Candlemass - Epicus Doomicus Metallicus (1986), Ancient Dreams (1988)
- Cathedral - Forest of Equilibrium (1991)
- Solitude Aeternus - Into the Depths of Sorrow (1991), Beyond the Crimson Horizon (1992)
- Sevenchurch - Bleak Insight (1993)
- My Dying Bride - Turn Loose The Swans (1993)
- Thergothon - Stream From the Heavens  (1994)
- Electric Wizard - Come My Fanatics...  (1997), Dopethrone (2000)
- Solstice - New Dark Age (1998)
- Reverend Bizarre - In the Rectory of the Bizarre Reverend (2002)